# Lucius Marcius Philippus (Suffektkonsul 38 v. Chr.)
Lucius Marcius Philippus (* um 80 v. Chr.; † nach 33 v. Chr.) war ein Politiker der späten römischen Republik.
Der Sohn des gleichnamigen Konsuls 56 v. Chr. war etwa im Jahr des Konsulats seines Vaters Münzmeister. Als Volkstribun 49 v. Chr. stand er auf Seiten Gaius Iulius Caesars, der ihn vermutlich 44 v. Chr. zum Prätor machte. Philippus, dessen Stiefbruder der Triumvir Octavian war (der spätere Augustus), wurde 38 v. Chr. Suffektkonsul. 34/33 v. Chr. war er Statthalter in Spanien und erhielt für seine Erfolge dort einen Triumph, den er am 27. April 33 v. Chr. feierte.
Nach Octavians Sieg im Bürgerkrieg stellte er, wohl aus seiner spanischen Beute, den Tempel des Hercules Musarum auf dem Marsfeld wieder her und umgab ihn mit einer Säulenhalle, der Porticus Philippi.
Etwa seit 56 v. Chr. war Philippus Augur. Er war mit einer jüngeren Schwester seiner Stiefmutter Atia verheiratet. Seine Tochter war Marcia, die Gattin des Paullus Fabius Maximus.